# Ataque com mísseis em Kremenchuk de 2022
O ataque com mísseis em Kremenchuk de 2022 foi um ataque com mísseis russos no shopping Amstor e a fábrica de máquinas rodoviárias de Kredmash, em Kremenchuk, Ucrânia, em 27 de junho de 2022. O bombardeio causou condenação internacional, matando majoritariamente civis.

## Ataque
De acordo com o presidente ucraniano Volodymyr Zelenskyy, havia mais de 1.000 pessoas dentro do shopping quando ocorreu o ataque. A área do incêndio foi de mais de dez mil metros quadrados, até 20 veículos estiveram envolvidos na extinção do fogo. Zelenskyy culpou os russos pelo ataque.
De acordo com as Forças Armadas da Ucrânia, a destruição de civis foi realizada por mísseis ar-terra Kh-22 lançados de bombardeiros russos Tu-22M3 que decolaram do aeródromo de Shaikovka (na região de Kaluga), e o míssil foi lançado sobre o território da região de Kursk. A Rússia afirmou que seu alvo era a fábrica de máquinas rodoviárias de Kredmash, que fica ao lado do shopping, e disse que o local estava vazio, algo que, segundo a BBC não era verdade. A fábrica, que no passado consertava blindados, ficava ao norte do shopping e também foi atingida por um míssil.

## Baixas
Às 20h, horário local, de 27 de junho de 2022, havia pelo menos 13 mortos e 56 feridos. Dmytro Lunin, governador do Oblast de Poltava, afirmou que pelo menos 20 pessoas haviam morrido no ataque.

## Reações
O primeiro-ministro britânico, Boris Johnson, condenou a "crueldade e barbárie" do ataque e transmitiu condolências aos civis afetados, reafirmando também o apoio à Ucrânia.
Andrei Rudenko, da rede de televisão russa Rossiya, disse em mensagens do Telegram: "Há uma sensação de que eles mesmos incendiaram tudo e atiraram para fazer a imagem ficar boa". Fontes russas disseram que uma fábrica de construção de máquinas no shopping foi o alvo.